# Andrea Kimi Antonelli
Andrea Kimi Antonelli, né le 25 août 2006 à Bologne, est un pilote automobile italien.
Vainqueur du championnat de Formule 4 d'Italie et d'Allemagne en 2022 puis du Championnat d'Europe de Formule Régionale l'année suivante, il fait ses débuts en Formule 1 au sein de l'écurie Mercedes en 2025. Dès le Grand Prix d'ouverture à Melbourne, il se classe quatrième. Il devient, à 18 ans et 250 jours, le plus jeune pilote de l'histoire à partir en tête d'une course de Formule 1 en réalisant le meilleur temps des qualifications du sprint lors du Grand Prix de Miami. Il monte ensuite sur son premier podium lors du Grand Prix du Canada.

## Biographie

### Les débuts en karting
Antonelli commence le karting à l'âge de 7 ans en 2014. Il gravit les échelons de la discipline et obtient des succès dans de nombreuses catégories. Ses principales victoires sont : la finale de l'Easykart International, la South Garda Winter Cup,, la WSK Champions Cup, la WSK Super Master Series et la WSK Euro Series. Début 2019, il intègre le Mercedes Junior Team,. En 2020 et 2021, il est sacré champion d'Europe.
En parallèle à sa carrière en karting, Antonelli fait une apparition dans le film Veloce come il vento de Matteo Rovere, sorti en 2016, où il incarne le rôle de Matteo.

### Champion d'Italie et d'Allemagne de Formule 4

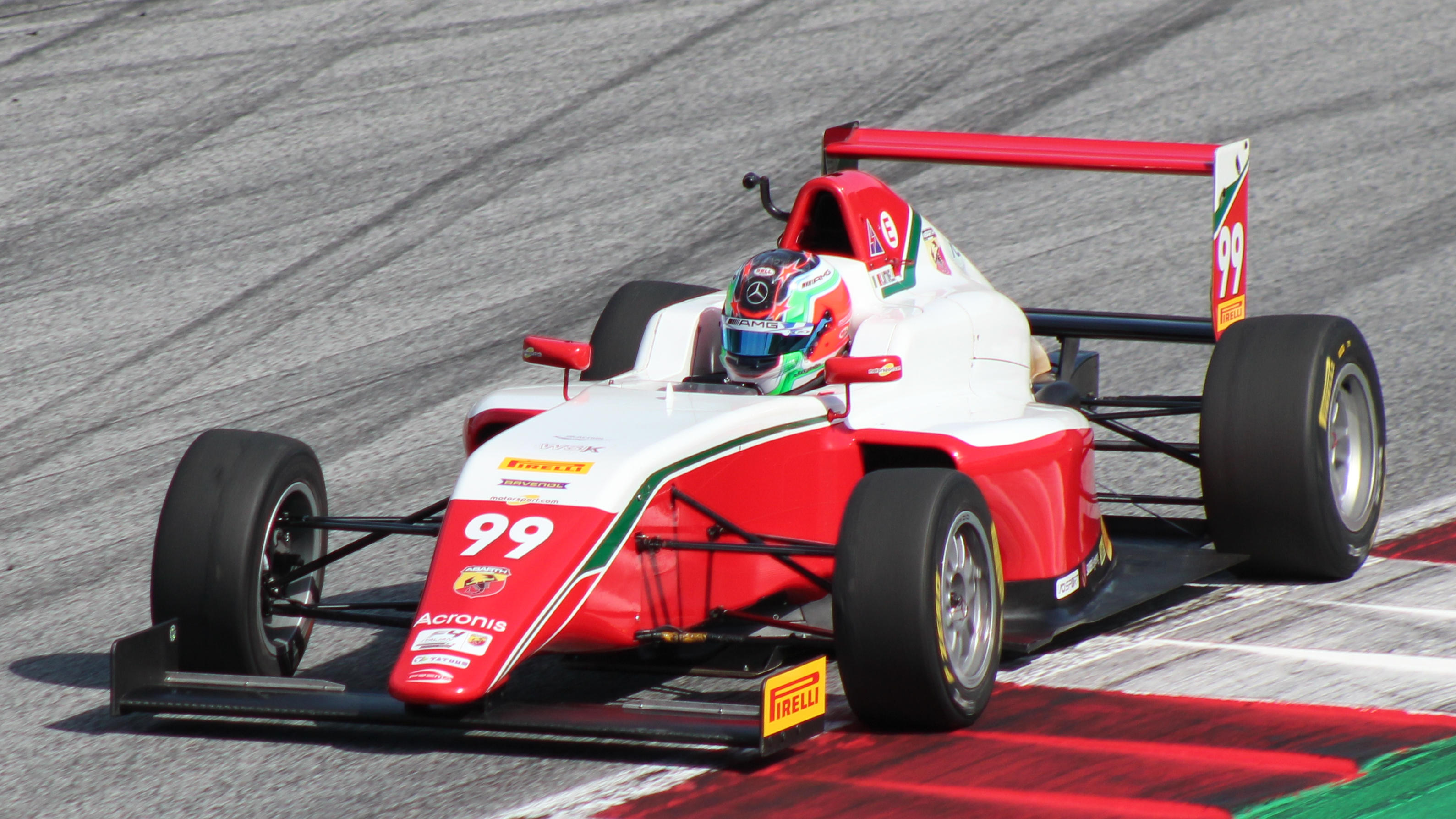
Andrea Kimi Antonelli en Formule 4 italienne en 2021 à Spielberg.

En 2021, Antonelli fait ses débuts en monoplace. Il dispute d'abord deux courses dans le championnat d'Europe Centrale avant de rejoindre le championnat italien avec Prema Powerteam. il débute lors de la cinquième manche sur le Red Bull Ring, et inscrit ses premiers points ; il récidive lors de la manche du Mugello, puis, lors de la dernière manche disputée à Monza, il monte sur le podium lors des trois courses (une fois second et deux fois troisième) après une belle bataille face au leader du championnat, le Britannique Oliver Bearman.
En 2022, Antonelli dispute la saison complète avec Prema. Il fait équipe avec Charlie Wurz, Conrad Laursen, Rafael Câmara et James Wharton. Après un premier week-end décevant à Imola où il perd notamment la victoire à cause d'un problème de boîte de vitesses, il entame une série de victoires, entrecoupée d'une deuxième place lors des deux manches suivantes,,. Après une deuxième place au Red Bull Ring et un nouveau succès à Monza, il réalise un nouveau triplé au Mugello, qui lui permet de remporter le titre de champion,.
En parallèle de sa campagne italienne, Antonelli prend également part au championnat allemand. Dès la première manche à Spa-Francorchamps, il remporte deux victoires avant de faire un triple hat-trick à Hockenheim. Il continue sa série de podiums jusqu'à la fin de la manche de Zandvoort qui se solde par une quatrième place. Il remporte le titre de champion lors de la dernière manche sur le Nürburgring, où il décroche ses deux derniers succès de la saison.

### Sacre en Formule Régionale

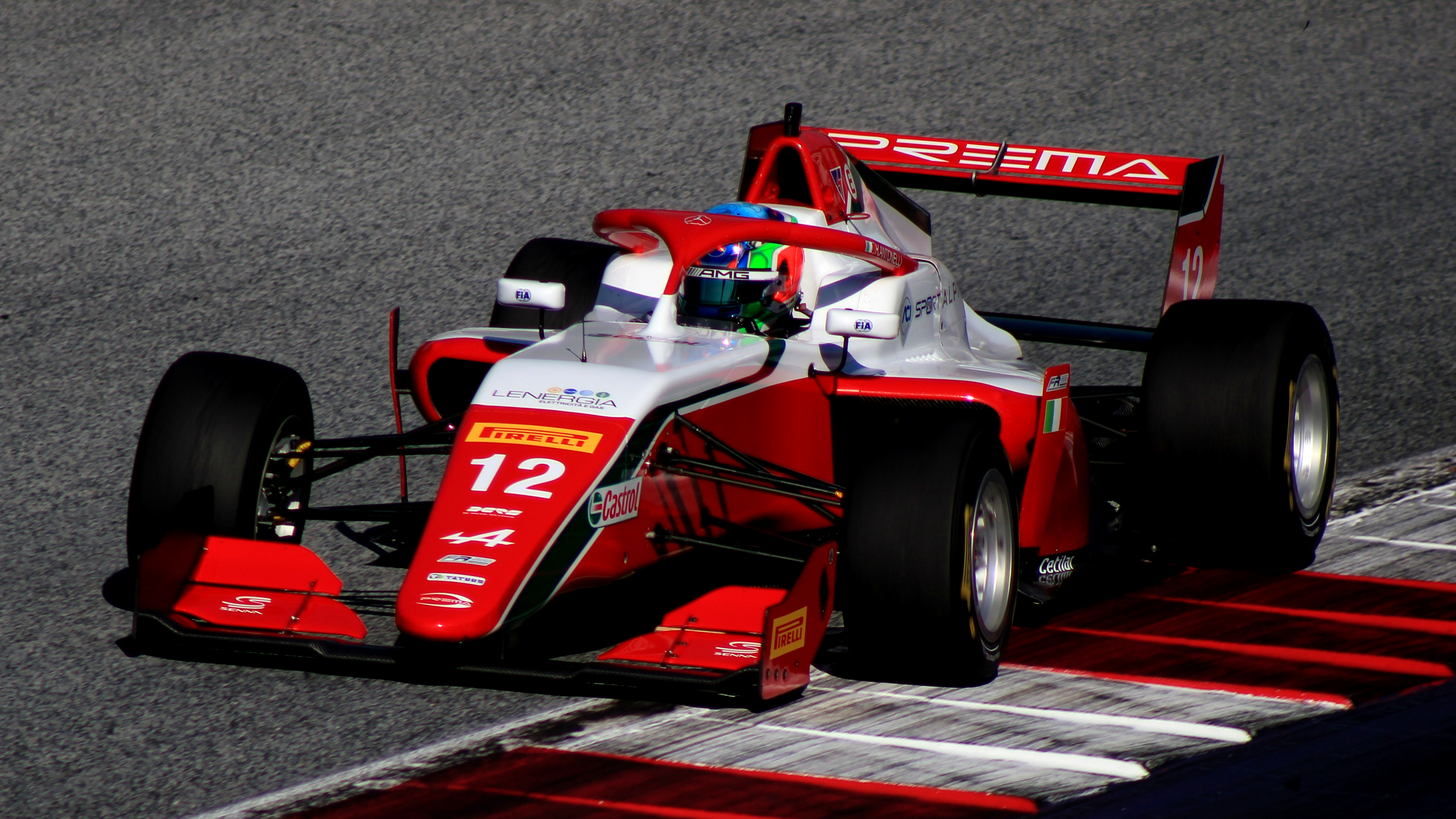
Andrea Kimi Antonelli en Formule Régionale en 2023 à Spielberg.

Fort de ses deux titres en Formule 4, Antonelli est promu en 2023 en Formule Régionale. Pour parfaire sa connaissance de la discipline, il participe durant l'hiver au Championnat du Moyen-Orient avec Mumbai Falcons Limited ; il démarre sa saison avec trois deuxièmes places lors des deux premières manches ce qui le propulse en tête du championnat. Il remporte ensuite trois victoires lors des deux manches suivantes dont deux lors de la seule manche du Kuwait Motor Town ce qui lui permet d’accroître son avance. Il remporte finalement le titre face à Taylor Barnard lors de la dernière manche à Yas Marina, à une course de la fin du championnat.
Antonelli est ensuite confirmé pour disputer le championnat d'Europe en restant chez Prema Powerteam où il fait équipe avec Lorenzo Fluxá et Rafael Câmara, son ancien rival de Formule 4. Sa saison démarre par une deuxième place à Imola puis par deux deuxièmes places à Barcelone,. Un problème de boite de vitesses handicape son week-end au Hungaroring, mais il parvient cependant à marquer des points. Il remporte ensuite sa première victoire lors de la seconde course de Spa-Francorchamps, marquée par l'accident mortel du pilote néerlandais Dilano van 't Hoff.
Deux nouvelles victoires suivent au Mugello puis au Castellet, qui lui permettent de se hisser en tête du championnat face à son principal rival, Martinius Stenshorne,. La septième manche disputée au Red Bull Ring se solde d'abord par une quatrième place lors de la première course du week-end puis par une troisième place lors de la seconde. A Monza, il remporte coup-sur-coup les deux courses du week-end, mais reçoit une pénalité après la première course pour utilisation illégale du système push-to-pass, ce qui le fait chuter au onzième rang,. Après une nouvelle victoire lors de la deuxième course de la manche de Zandvoort, il décroche le titre de champion avec 39 points d'avance sur Stenshorne, succédant ainsi à Dino Beganovic,. Il dédie plus tard son titre à Dilano van' t Hoff. Il termine la saison avec cinq victoires, onze podiums et un total de 300 points.

### Une année en Formule 2

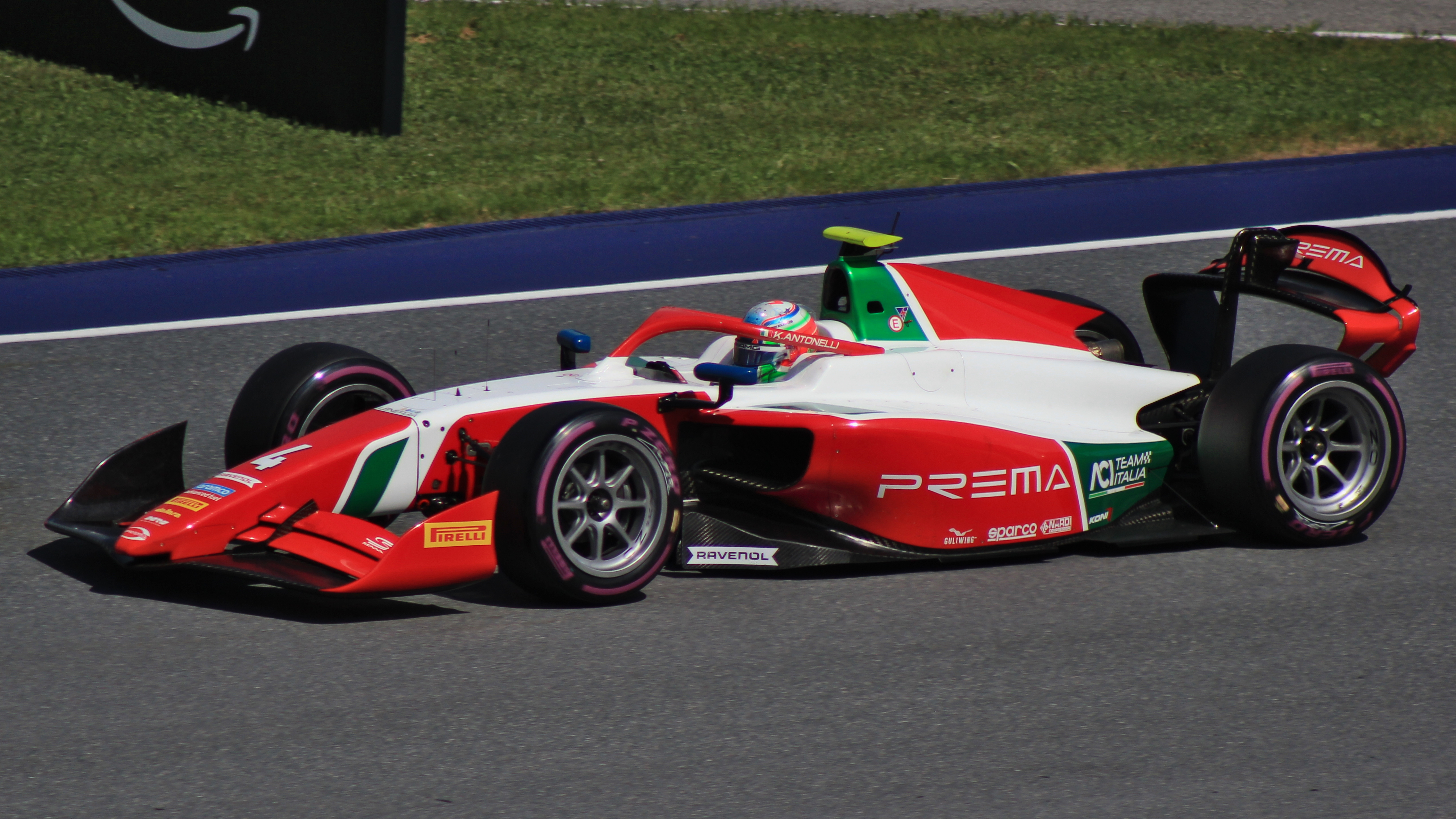
Andrea Kimi Antonelli en Formule 2 en 2024 à Spielberg.

Pour la saison 2024, Antonelli choisit de faire l'impasse sur la Formule 3 FIA et de rejoindre directement la Formule 2, toujours avec Prema Powerteam, où il rejoint Oliver Bearman.
Lors de la manche d'ouverture de Bahrein, il n'obtient qu'une dixième place lors de la course principale en raison d'une mauvaise qualification et d'un manque de performances de sa voiture. Il décroche ensuite une paire de sixièmes places à Djeddah. Il obtient une deuxième place en qualification à Melbourne, mais un tête-à-queue l'expédie dans le bac à gravier lors de la course sprint. Lors de la course principale, il est en lutte pour la victoire face à Dennis Hauger, mais il est dépassé lors des arrêts aux stands par Isack Hadjar. Il est passé par deux autres pilotes en fin de course et termine quatrième.
À Imola, l'Italien termine à nouveau quatrième en course principale, défendant sa place face à Franco Colapinto. A Monaco, Antonelli se qualifie septième et termine pour la troisième fois de la saison quatrième lors de la course sprint. En course principale, il se bat avec son coéquipier Bearman mais reste bloqué derrière Colapinto durant toute la course. Il termine la course à la septième place.

### 2024-2025: débuts en Formule 1 avec Mercedes

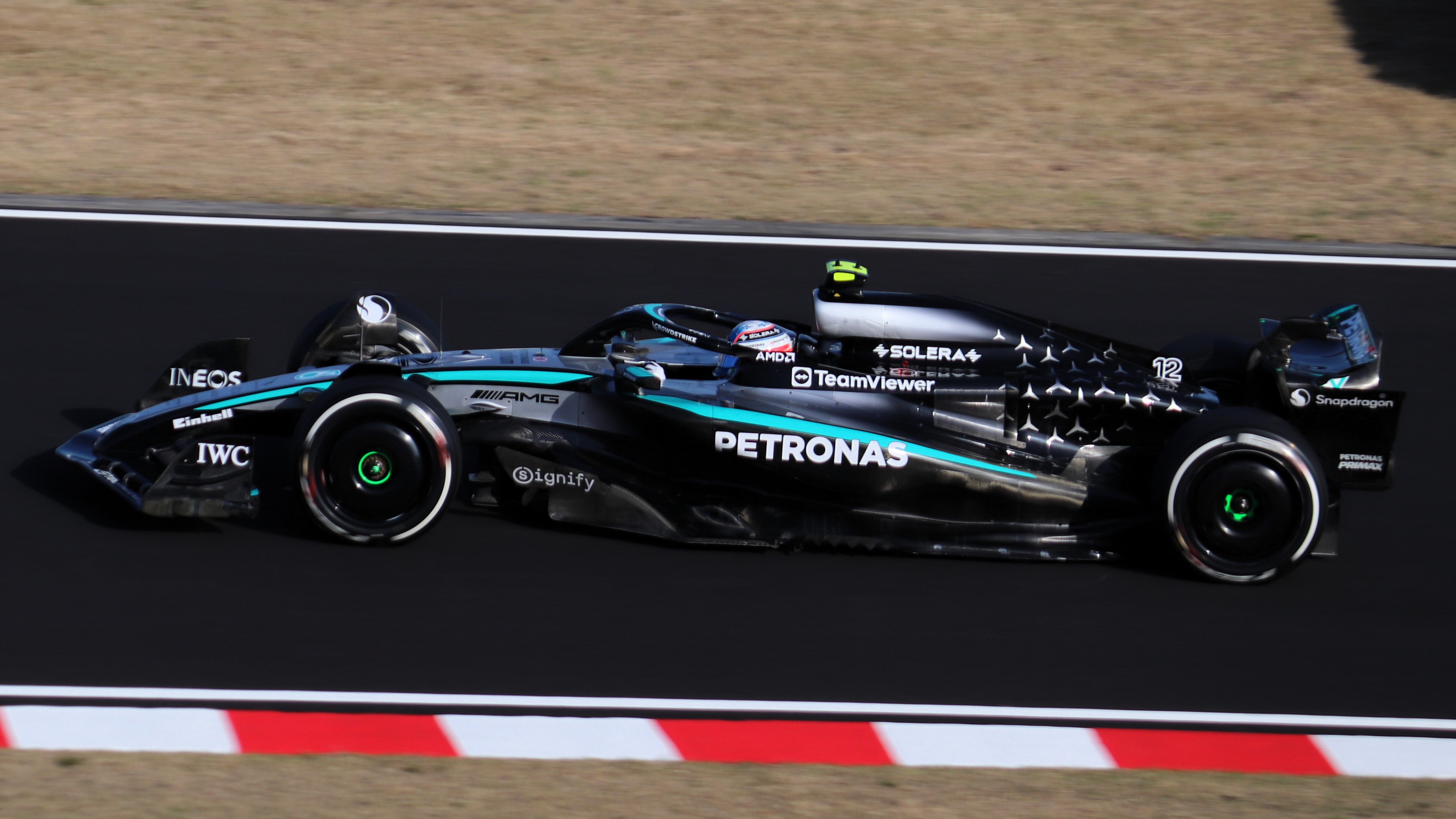
Andrea Kimi Antonelli au Japon en 2025.

Le 31 août 2024, Mercedes annonce la titularisation d'Antonelli en Formule 1 pour la saison 2025, aux côtés de George Russell ; il remplace Lewis Hamilton, parti chez Ferrari.
Pour son premier Grand Prix, en Australie, l'Italien termine quatrième. Le 6 avril, lors du Grand Prix du Japon, Antonelli occupe la tête de la course pendant dix tours, devenant le plus jeune pilote à mener une course en Formule 1, à 18 ans et 224 jours. Il devient aussi le plus jeune pilote à réaliser un meilleur tour d'une course.
Le 2 mai, lors du sixième weekend de la saison, Antonelli remporte les qualifications du sprint de Miami et devient, à 18 ans et 250 jours, le plus jeune pilote à s'élancer en tête d'une course. Il bat ainsi le record établi par Sebastian Vettel en 2008, à 21 ans et 72 jours.
Le 15 juin, après deux abandons sur casse moteur et une 18e place sur les trois courses précédentes, Antonelli s'élance en quatrième position du Grand Prix du Canada, et devient le troisième plus jeune pilote à monter sur un podium, en terminant troisième de la course derrière George Russell et Max Verstappen.

## Carrière

### Résultats en monoplace
| Saison | Championnat                                      | Écurie                    | Courses | Victoires | Pole positions | Meilleurs tours | Podiums | Points | Classement |
| ------ | ------------------------------------------------ | ------------------------- | ------- | --------- | -------------- | --------------- | ------- | ------ | ---------- |
| 2021   | Formule 4 UAE Trophy Round                       | Abu Dhabi Racing by Prema | 1       | 0         | 1              | 0               | 1       | -      | 3e         |
| 2021   | Formule 4 Europe Centrale                        | Prema Powerteam           | 2       | 0         | ?              | ?               | 0       | 18     | 9e         |
| 2021   | Championnat d'Italie de Formule 4                | Prema Powerteam           | 9       | 0         | 0              | 0               | 3       | 54     | 10e        |
| 2022   | Championnat des Émirats arabes unis de Formule 4 | Prema Racing              | 4       | 2         | 1              | 2               | 4       | 117    | 8e         |
| 2022   | Championnat des Émirats arabes unis de Formule 4 | Abu Dhabi Racing by Prema | 4       | 0         | 0              | 1               | 1       | 117    | 8e         |
| 2022   | Championnat d'Italie de Formule 4                | Prema Powerteam           | 20      | 13        | 14             | 14              | 15      | 362    | Champion   |
| 2022   | Championnat d'Allemagne de Formule 4             | Prema Powerteam           | 15      | 9         | 7              | 8               | 12      | 313    | Champion   |
| 2023   | Formule Régionale Moyen-Orient                   | Mumbai Falcons            | 15      | 3         | 3              | 5               | 7       | 192    | Champion   |
| 2023   | Formule Régionale Europe                         | Prema Powerteam           | 20      | 5         | 4              | 5               | 11      | 300    | Champion   |
| 2024   | Formule 2                                        | Prema Racing              | 26      | 2         | 0              | 4               | 3       | 113    | 6e         |

### Résultats en championnat du monde de Formule 1
| Saison | Écurie                        | Châssis      | Moteur                    | Pneus   | GP disputés | Pole positions | Victoires | Podiums | Meilleurs tours | Dans les points | Abandons | Points inscrits | Classement |
| ------ | ----------------------------- | ------------ | ------------------------- | ------- | ----------- | -------------- | --------- | ------- | --------------- | --------------- | -------- | --------------- | ---------- |
| 2025   | Mercedes-AMG Petronas F1 Team | Mercedes W16 | Mercedes V6 turbo hybride | Pirelli | 14          | 0              | 0         | 1       | 2               | 6               | 4        | 64              | 7e         |

| Saison        | Écurie                        | Châssis                           | Moteur                                      | Pneus | 1      | 2         | 3      | 4       | 5      | 6         | 7        | 8       | 9        | 10     | 11       | 12       | 13      | 14      | 15  | 16  | 17  | 18  | 19  | 20  | 21  | 22  | 23  | 24  | Points inscrits | Classement |
| ------------- | ----------------------------- | --------------------------------- | ------------------------------------------- | ----- | ------ | --------- | ------ | ------- | ------ | --------- | -------- | ------- | -------- | ------ | -------- | -------- | ------- | ------- | --- | --- | --- | --- | --- | --- | --- | --- | --- | --- | --------------- | ---------- |
| 2025          | Mercedes-AMG Petronas F1 Team | Mercedes-AMG F1 W16 E Performance | Mercedes V6 turbo hybride M15 E Performance | P     | AUS 4e | CHI 6e+7e | JAP 6e | BAH 11e | ARA 6e | MIA 6e+7e | EMI Abd. | MON 18e | ESP Abd. | CAN 3e | AUT Abd. | GBR Abd. | BEL 16e | HON 10e | P-B | ITA | AZE | SIN | USA | MEX | BRE | LVE | QAT | ABU | 64              | 7e         |
| Légende : ici |                               |                                   |                                             |       |        |           |        |         |        |           |          |         |          |        |          |          |         |         |     |     |     |     |     |     |     |     |     |     |                 |            |

## Filmographie
2016 : Veloce come il vento de Matteo Rovere